# Merluccius bilinearis
Il nasello atlantico, o merluzzo atlantico (Merluccius bilinearis  (Mitchill, 1814)), è un pesce osseo marino appartenente alla famiglia Merlucciidae. Non va confuso con il Merluccius hubbsi, il Merluccius albidus, il Merluccius senegalensis ed il Merluccius polli: tutti conosciuti come nasello/merluzzo atlantico.

## Descrizione
L'aspetto è simile a quello degli altri membri del genere Merluccius, come il nasello mediterraneo ed europeo. La testa è molto grande, da sola costituisce circa il 30% della lunghezza del pesce. Le pinne pettorali sono lunghe e raggiungono l'origine della pinna anale. La colorazione è argentea, brunastra sul dorso e biancastra nella regione ventrale.
La taglia massima nota è di 76 cm. La taglia media è di 37 cm per i maschi e di 65 cm nelle femmine. Il peso massimo noto è di 2,3 kg.

## Distribuzione e habitat
Questa specie vive nell'Oceano Atlantico nordoccidentale lungo le coste americane del Canada e degli Stati Uniti. 
Popola soprattutto la piattaforma continentale su fondi sabbiosi a profondità comprese tra 55 e 914 metri. Talvolta può essere trovato a profondità minori. 

## Biologia
Vive fino a 12 anni. Effettua migrazioni stagionali verso acque più costiere (in primavera) e verso il mare aperto (nella stagione fredda).

### Alimentazione
I giovanili predano soprattutto crostacei come eufausiacei e pandalidi. Gli adulti di lunghezza superiore a 40 cm sono principalmente piscivori, le prede più comuni sono gadiformi, clupeidi (come Alosa pseudoharengus), pesci lanterna, sperlani, latterini, sgombri, ammoditi, Stromateidae, Stichaeidae, Myoxocephalus octodecemspinosus e calamari. Gli adulti praticano il cannibalismo.

### Riproduzione
La riproduzione avviene in estate. La stagione riproduttiva e l'accrescimento dei giovanili sono influenzate dalla temperatura dell'acqua. La crescita è molto rapida.

## Pesca
Questa specie ha notevole importanza per la pesca commerciale. Viene catturata con reti a strascico, i paesi che catturano le maggiori quantità sono Stati Uniti e Canada. Viene spesso importato sui mercati europei. Le carni sono ottime.